# Tmarus angulifer
Tmarus angulifer es una especie de araña cangrejo del género Tmarus, familia Thomisidae.

## Distribución
Esta especie se encuentra en Australia (Queensland).